# Curs legal
Una moneda de curs legal és un mitjà de pagament admès per un sistema legal (definit per la llei d'un estat) que sigui vàlid per a complir amb una obligació financera. El paper moneda i les monedes són formes comunes de moneda de curs legal en molts països. La moneda de curs legal es defineix de diverses maneres en diferents jurisdiccions. Formalment, és tot el que extingeix el deute quan s'ofereix en pagament. Però, els xecs personals, les targetes de crèdit i els mètodes de pagament similars que no són en efectiu no es consideren moneda de curs legal. Les monedes i els bitllets del banc es defineixen generalment com a moneda de curs legal. Algunes jurisdiccions poden prohibir o limitar el pagament per qualsevol altre mitjà que no sigui la moneda de curs legal. Per exemple, una llei d'aquest tipus podria prohibir l'ús de monedes i bitllets de banc estrangers o bé requerir una llicència per realitzar transaccions financeres en una moneda estrangera.